# Keiichi Hara
Keiichi Hara (原 恵), född 24 juli 1959 i Tatebayashi, Gunma, är en japansk regissör av tecknad film. Han har bland annat arbetat med filmserierna Doraemon och Crayon Shin-chan. Han har regisserat de fristående långfilmerna Kappa no ku to natsu yasumi (2007, Mainichipriset för bästa animerade film), Colorful (2010, Mainichipriset samt publik- och jurypriset vid Annecyfestivalen), Hajimari no michi (2013, realfilm) och Miss Hokusai (2015).